# Mach-Hommy
Mach-Hommy est un rappeur et producteur de musique américain. Il est connu pour cacher son visage lors de toutes ses apparitions publiques ce qui lui vaut d'être décrit comme « l'un des artistes les plus insaisissables du hip-hop ».
Mach-Hommy s'est formé une légende en cultivant le mystère autour de sa personne. Ses paroles font largement référence à l’histoire sociale et politique d'Haïti, dont il est originaire. Bien qu'il rappe principalement en anglais, il utilise fréquemment le créole haïtien. Il refuse que ses paroles soient publiées sur des sites en ligne car il estime que ces sites « monétisent » son travail. Beaucoup de ses morceaux ne sont pas disponibles sur les services de streaming.

## Biographie
Mach-Hommy grandit principalement à Newark, dans le New Jersey, mais passe également une partie de son enfance à Port-au-Prince. Son père était un guitariste folk et Mach-Hommy lui attribue un grande influence sur son propre style musical. Il enregistre son premier morceau à l'âge de 13 ans, lorsqu'il interpréte un freestyle à partir de Verbal Intercourse de Raekwon.

## Carrière
Mach-Hommy est remarqué pour la première fois en 2016 après la sortie de son album, HBO (Haitian Body Odor) dont il fait la promotion surInstagram,. Mach-Hommy ne produit que 187 exemplaires du CD HBO et les vend 300 $ chacun, avant de finalement télécharger l'album sur SoundCloud en 2017. Il sort plusieurs autres albums les années suivantes, souvent vendus à des prix élevés sur Bandcamp et jamais  publiés sur des services de streaming,.
En 2021, Mach-Hommy sort son album Pray for Haiti sur la plupart des services de streaming. Mach a déclaré qu'il fait don de sa part des bénéfices au Pray for Haiti Trust Fund qu'il a créé pour financer les services et les institutions éducatives en Haïti. Pray for Haiti a également offert à Mach une plus grande attention de la part de la presse musicale, Pitchfork honorant l'album du prix de « Meilleure nouvelle musique » et Rolling Stone le décrivant comme « un classique du hip-hop moderne ».
Mach-Hommy a fait partie du Griselda Records et s'en est séparé après une brouille avec Westside Gunn. En 2017, Mach-Hommy n'est plus affilié au label,. Mach-Hommy et Westside Gunn se sont finalement réconciliés fin 2020 et ce dernier est le producteur exécutif de Pray for Haiti .
Le 17 mai 2024, Mach-Hommy a auto-produit #Richaxxhaitian. L'album contient entre autres des featurings de Kaytranada, 03 Greedo, Roc Marciano et Black Thought. L'album a reçu des critiques positives,.

## Vie personnelle
Dans une interview avec Billboard, Mach a déclaré qu'il parle toutes les langues romanes. Il se déclare également passionné de pêche et de chasse.

## Influences
Mach-Hommy cite un large éventail d'écrivains qui l'ont influencé, notamment William Shakespeare, Chinua Achebe, George Orwell, Lorraine Hansberry, Fiodor Dostoïevski et Dante. Il cite également des penseurs politiques et philosophiques tels que Malcolm X, CLR James, Thomas d'Aquin et Friedrich Nietzsche. Pour les influences musicales, il cite Prodigy et Mobb Deep.